# John Schröder

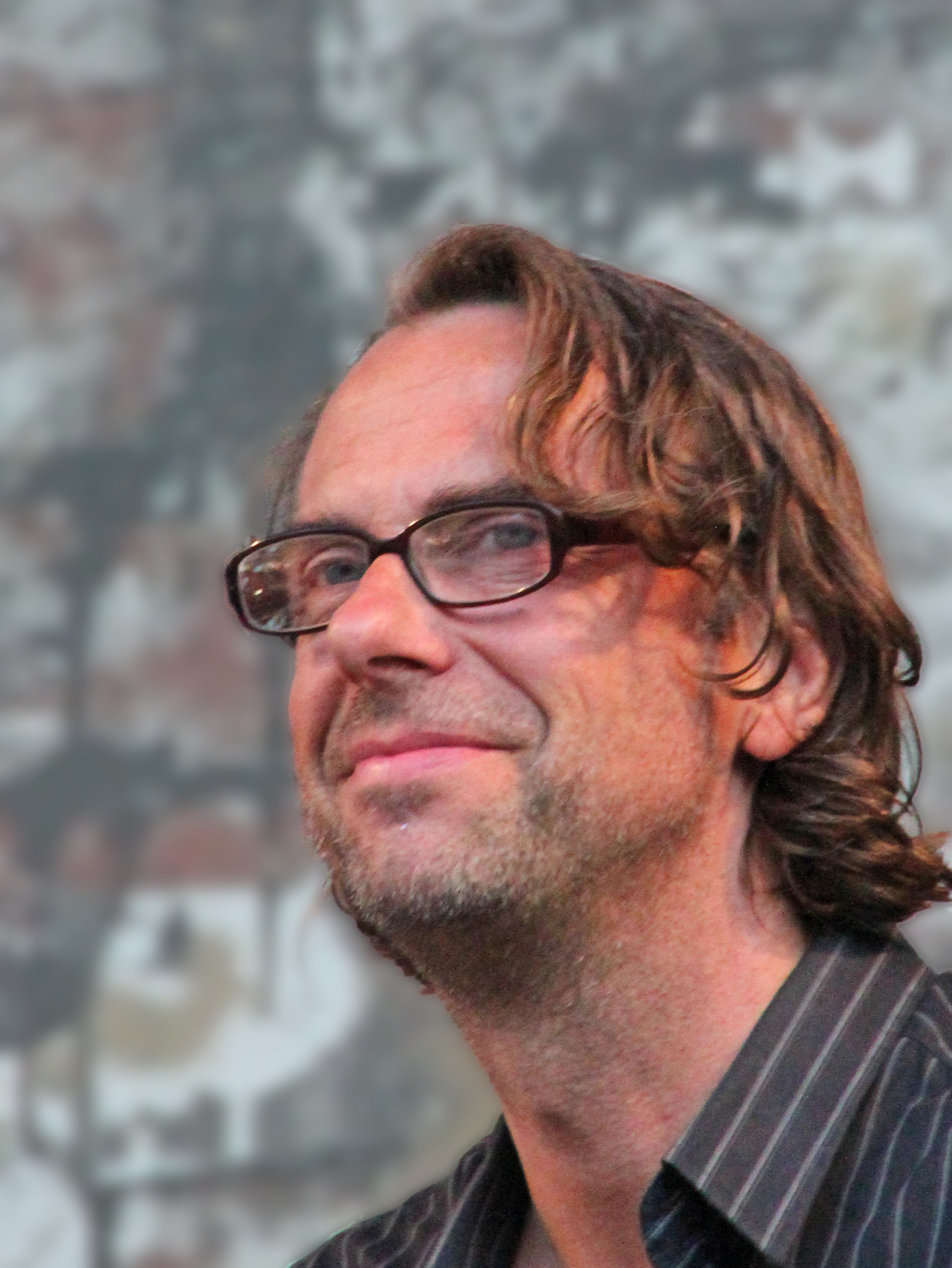
John Schröder bei Jazz im Palmengarten (2017)

John Schröder (* 15. September 1964 in Frankfurt am Main) ist ein deutscher Jazz-Gitarrist und -Schlagzeuger. Er tritt auch gelegentlich als Bassist und als Pianist auf.

## Leben und Wirken

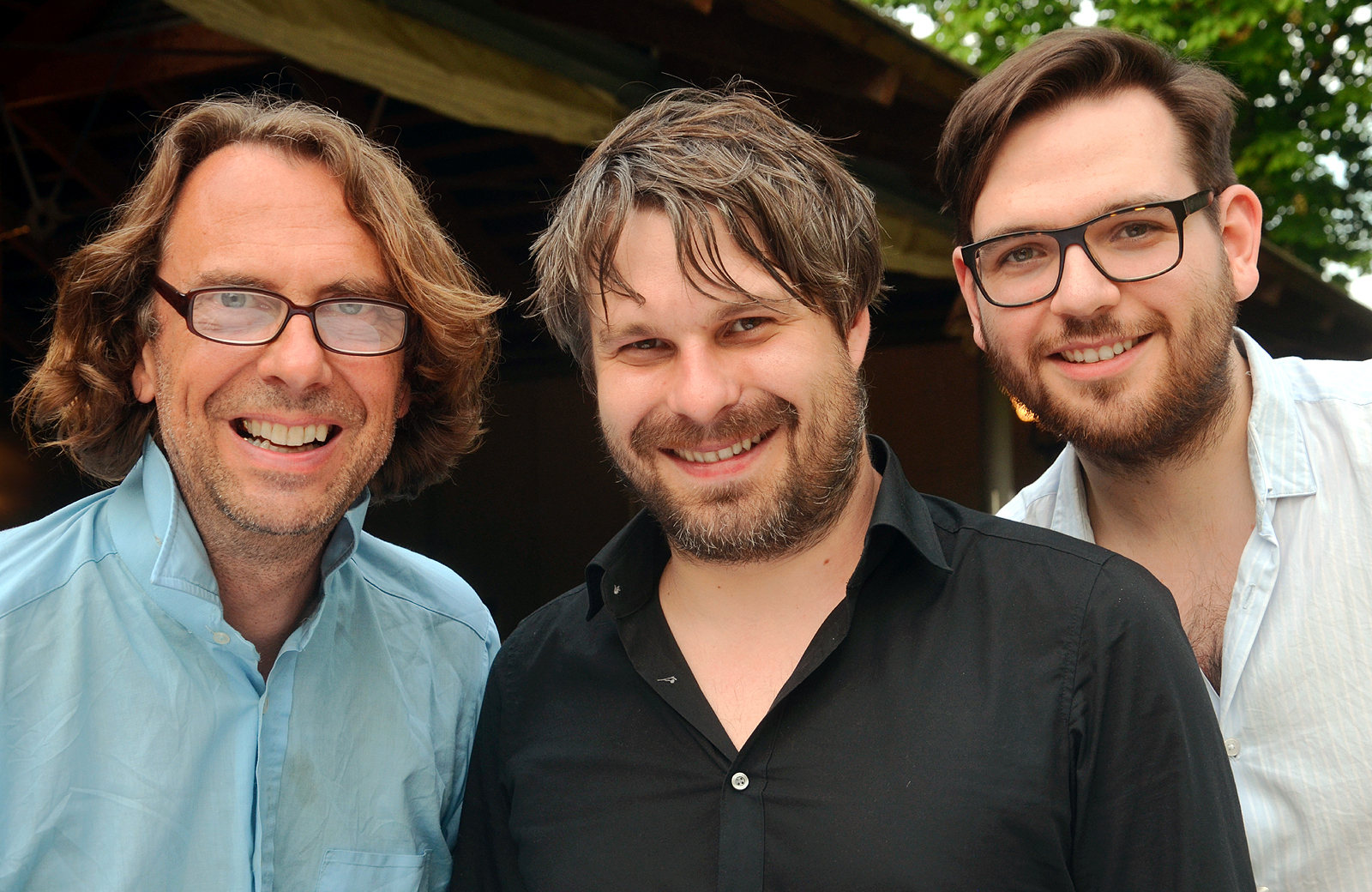
Das „Triebwerk“ (von links): John Schröder, Wanja Slavin und Ludwig Hornung (2017)

In Frankfurt nach ersten Auftritten 1978 einst von der Presse als „Gitarren-Wunderkind“ gefeiert, ist er seit dem Umzug nach Berlin 1997 einer der umtriebigsten Jazzmusiker, der auch am Schlagzeug seine Meriten hat. Nach ersten Schallplattenaufnahmen 1982 und der Arbeit im Duo mit Joe Gallivan spielte er mit Roberto di Gioia, Saxophonist Peter Weniger und dem Bassisten Marc Abrams in der Fusion-Gruppe Zuppa Romana. 1994 trat er der von Rudi Mahall und Frank Möbus 1992 gegründeten, erfolgreichen Band Der Rote Bereich bei, mit der er in zahlreichen Ländern gastierte. Für den Mitschnitt eines Konzerts auf dem Jazz Festival Montreux 2001 erhielt die Gruppe den Vierteljahrespreis der Deutschen Schallplattenkritik (1. Quartal 2005). Daneben spielte er mit Stefan Lottermann, Achim Kaufmann und anderen Musikern der Kölner Szene. Schröder ist Mitglied von Das rosa Rauschen (mit Felix Wahnschaffe), der Norbert Scholly Group, des Fabian Gisler Quartet, Erdmann 3000, LAX und anderer Bandprojekte. Mit seinem Gitarrenschüler Kalle Kalima gründete er die Band Momentum Impakto. Er spielte mit vielen bekannten Jazzmusikern, wie z. B. Chet Baker ( My Favourite Songs - The Last Great Concert 1988), James Moody, Joe Lovano, Randy Brecker, Enrico Rava, aber auch mit Christopher Dell im Quartett und Duo. Zu hören ist er u. a. auch auf Peter Ehwalds Album Septuor de grand matin (2019).
2024 wird ihm der Hessische Jazzpreis verliehen. „Egal auf welchem Instrument – die Tiefenschärfe seines Spiels besticht in Melodik, Harmonik und Rhythmik gleichermaßen“, heißt es in der Begründung der Jury. „Seine Stärke ist das Changieren zwischen Mittelpunkt und Hintergrund, das Beseitigen von Inkonsistenzen, das Ermöglichen von Kreativität durch Zurückstellung von persönlichem künstlerischem Ehrgeiz im Dienst des Ganzen.“

## Diskografie (Auswahl)

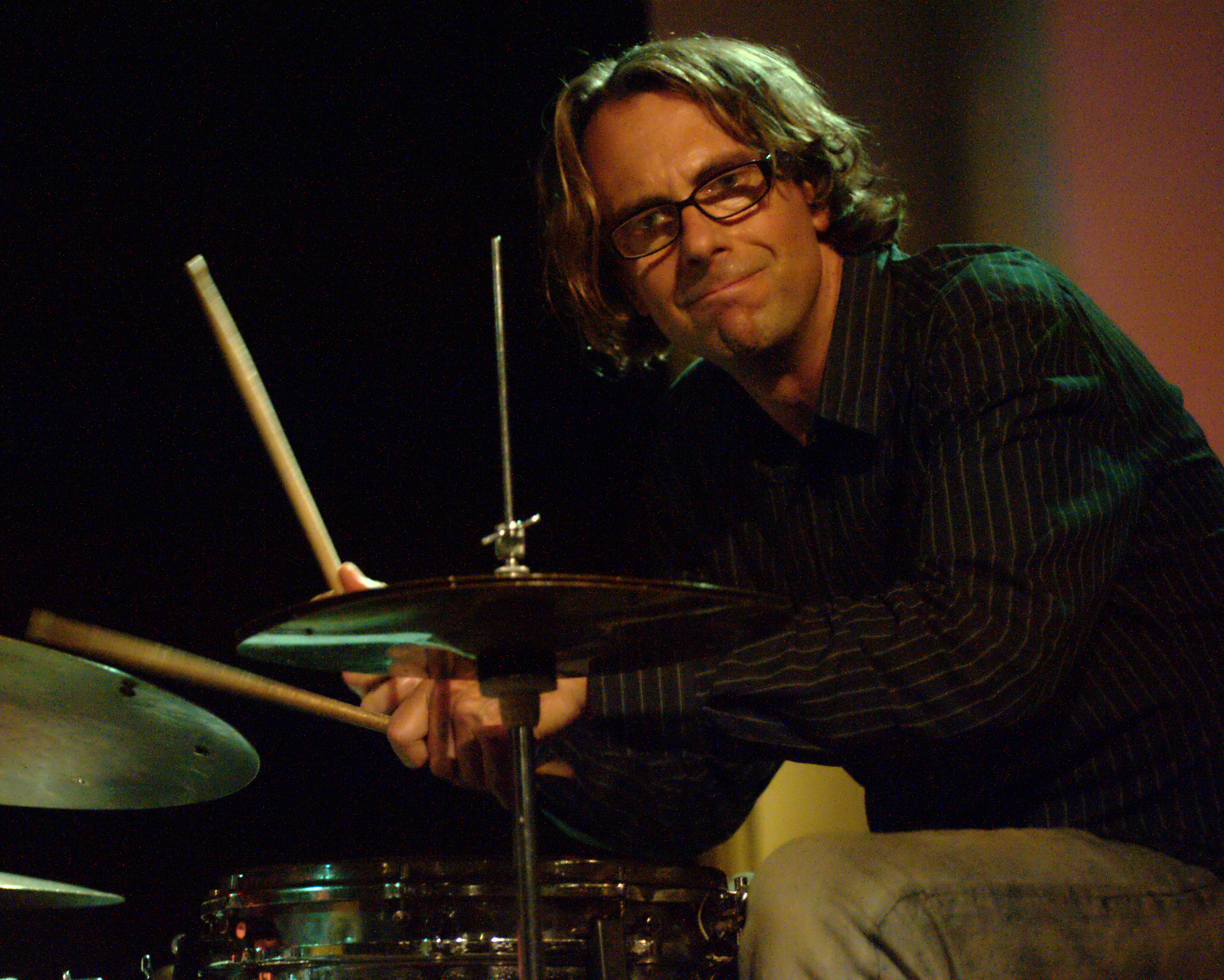
John Schröder (2016)

- John Schröder Quartett feat. Thomas Heidepriem, Christof Lauer, Jo Thönes: Deep Well (1983)
- Dieter Ilg Trio feat. John Schröder und Wolfgang Haffner (1989)
- John Schröder, Roberto di Gioia, Marc Abrams, Peter Weniger: zuppa romana (1991)
- Stephan Schmolck, Heinz Sauer, John Schröder, Steve Argüelles: Rites of Passage (1992)
- Peter Giger and Friends: Family Jewels (1993)
- Schröder-Walsdorff-Jenneßen: Freedom Of Speech (1999)
- John Schröder Trio: Trio (2003)
- JazzXclamation: Aphrodite Goes Shopping (2004)
- Sir Lemuel´s Dance (2008)